# 上場企業会計改革および投資家保護法
上場企業会計改革および投資家保護法（じょうじょうきぎょうかいけいかいかくおよびとうしかほごほう、英語: Public Company Accounting Reform and Investor Protection Act of 2002：サーベンス・オクスリー法、企業改革法、SOX法）は、2002年7月に第26代アメリカ証券取引委員会 (SEC) 委員長であるハーヴェイ・ピットのもとで成立したアメリカ合衆国の連邦法。
エンロン事件やワールドコム事件で問題になった粉飾決算に対処し、企業会計・財務諸表の信頼性を向上させるために制定された。
法案を提出した上院議員ポール・サーベンス（Paul Sarbanes）と下院議員マイケル・G・オクスリー（Michael G. Oxley）の名前から、サーベンス・オクスリー法（略称SOX法）と呼ばれる。日本では『企業改革法』とも意訳されている。

## 概要
投資家保護のために、財務報告プロセスの厳格化と規制の法制化を図っている。監査の独立性強化、コーポレート・ガバナンス（企業統治）の改革、情報開示の強化、説明責任など様々な規定がある。ニューディール時代の1933年の連邦証券法、1934年の連邦証券取引法の制定以来、金融ビジネスにおける最も大きな変更とされる。
特に重要なのは、経営者に対する、年次報告書の開示が適正である旨の宣誓書提出の義務づけ（302条）、財務報告に係る内部統制の有効性を評価した内部統制報告書の作成の義務づけ、公認会計士による内部統制監査の義務づけ（404条）である。
全11章69の条文で構成されている。
- （総則）
  - 第1条：Short title（略名）; table of contents（目次）
  - 第2条：Definitions（定義）
  - 第3条：Commission Rules and Enforcement（証券取引委員会の規則および施行）
- 第1章（第101～109条）：Public Company Accounting Oversight Board（公開会社会計監視委員会）
- 第2章（第201～209条）：Auditor Independence（監査人の独立性）
- 第3章（第301～308条）：Corporate Responsibility（会社の責任）
- 第4章（第401～409条）：Enhanced Financial Disclosures（財務情報開示の強化）
- 第5章（第501条）：Analyst Conflicts of Interest（証券アナリストの利益相反）
- 第6章（第601～604条）：Commission Resources and Authority（証券取引委員会の財源と権限）
- 第7章（第701～705条）：Studies and Reports（調査および報告）
- 第8章（第801～807条）：Corporate and Criminal Fraud　Accountability （企業不正および刑事的不正行為説明責任）
- 第9章（第901～906条）：White Collar Crime Penalty Enhancement（ホワイトカラー犯罪に対する罰則強化）
- 第10章（第1001条）：Corporate Tax Returns（法人税申告書）
- 第11章（第1101～1107条）：Corporate Fraud And Accountability（企業不正および説明責任）

条文の文言が曖昧で、解釈によってどうにでもとれる可能性があり、法律自体の先行きが不透明であるとか、内部統制のためにかけるコストは割に合わず、効果も期待できないといった指摘がある。

## 内部統制 (Internal Control)
404条に規定されている、同法の中で最も影響が大きいとされる項目。CEO（最高経営責任者）とCFO（最高財務責任者）は、財務諸表に係る内部統制システムの構築・運用と、その有効性の検証を義務づけられ、外部監査人がその監査・監査意見表明を行うこととしている。
この内部統制はトレッドウェイ委員会支援組織委員会（COSO）が提唱したCOSOフレームワークに準拠する。ここでの内部統制は3つの目的と5つの構成要素からなる。すなわち、「1．業務の有効性と効率性、2．財務報告の信頼性、3．関連法規の遵守という3つの目的を達成するために合理的保障を提供することを意図した、取締役会、経営者及びその他の構成員によって遂行されるプロセス」と定義されていた（現在の日本での内部統制は、4つの目的と6つの構成要素に増えているので注意が必要である。）。なお、5つの構成要素とは、統制環境、リスク評価、統制活動、情報と伝達、監視活動である。
当初は内部統制の対象は「社内統制のシステム全体」とされていたが、SECが新規則公示の際に開いた公聴会で404条への批判が相次いだため、最終規則で解釈の大幅な変更を行い、SOX法における内部統制は「財務統制に関する内部統制」に限定された。とはいえ、財務状況・経営成績を適正に表示するためには、基礎となる各データ（売上に関する項目であれば商品、数量、納品日など）が全て適正でなければならず、複数の業務部門に関わりが出てくるので、直接財務諸表に関わりのある経理部門以外にも内部統制整備の影響を受ける範囲は広いと考えられる。
企業はまず内部統制の内容、その有効性の検証方法・結果、問題があった場合の対応などを明確化・文書化しなければならない。ERPなどの情報システム、システムの開発・保守・運用といった業務プロセス、外部への委託方法なども含まれ、米国ではこの文書化に各企業が非常な労力を費やしたといわれる。

### 内部統制とIT
ほとんどの企業において会計プロセスにITが介在しており、プロセスの正当性を証明するためにはITの開発・運用プロセスが厳格に行われていることを保証しなくてはならない。公開企業会計監視委員会（PCAOB）監査基準第2号の75項には、プログラム開発、プログラム変更、コンピュータ･オペレーション、プログラムとデータのアクセスの4項目についての整備を要求している（日本での内部統制では、基本的要素に「ITへの対応」が加えられている。）。
なお、これらのIT全般統制の実務的基準として、「企業改革法遵守のためのITの統制目標(Control Objectives for Sarbanes-Oxley)」がITガバナンス協会から公表されており、多くの上場企業において使用されている。

## 沿革
- 2002年2月14日　House Committee on Financial Services（下院金融サービス委員会（オクスリー委員長））に、"Corporate and Auditing Accountability, Responsibility, and Transparency Act"（企業及び監査の責任・透明性に関する法）が提出される。
- 2002年4月25日　下院本会議で上記法案が賛成334、反対90で可決。法案は上院へ。
- 2002年6月18日　Senate Banking Committee（上院金融委員会（サーベンス委員長））で公開企業会計改革・投資家保護法案が賛成17、反対4で可決。
- 2002年7月15日　上院本会議で下院法案が否決され、下院法案より厳しい内容の上院法案が全会一致で可決。
- 2002年7月19日　法案一本化のための両院協議会開催。上院の法案に比重が置かれる。
- 2002年7月24日　両院が合意に達し、the Sarbanes-Oxley Act of 2002（2002年サーベンス・オクスリー法）という法案名になる。
- 2002年7月25日　同法案が下院本会議（賛成423、反対3）、上院法会議（賛成99、反対0）で共に可決。
- 2002年7月30日　大統領が署名して成立。
- 2003年6月　証券取引委員会 (SEC) が企業改革法の最重要条項に関する最終規則（同法を適用・施行するための解釈）を発表。

## 日本への影響
- 米国企業改革法を受けて、日本でも金融庁を中心とした日本版企業改革法（日本版SOX法）を制定する方向となった。現在のところ、新たに制定された会社法と金融商品取引法（証券取引法の改正）に盛り込まれた内部統制に関する規程がそれに該当するといわれている。会社法に関しては業務の適正を確保するための体制の項目参照。
- この法律は米国に本拠を置く企業だけではなく、ニューヨーク証券取引所やNASDAQといった米国の証券市場に上場している外国企業をも対象としているため、これらの市場に上場している日本企業は適用の対応を行っている。なお、外国企業への適用は当初2006年に期末を迎える会計年度からとされていたが、対応状況から1年延期された。適用対象となった日本企業の中にはIT系を中心に、自社の対応ノウハウを上記の日本版SOX法向けのビジネスに活用する動きも出始めている。

## 関連文献
- 鳥羽至英『内部統制の理論と制度』国元書房 (2007/05) ISBN 9784765815246